# Квинт Сервилий Приск Структ (консул)
Квинт Сервилий Приск Структ (лат. Quintus Servilius Priscus Structus; V век до н. э.) — римский политический деятель из патрицианского рода Сервилиев, консул 468 и 466 годов до н. э.
Впервые Квинт Сервилий был избран консулом вместе с Титом Квинкцием Капитолином Барбатом. Он отразил набег сабинян и предпринял успешный ответный поход, захватив много добычи. Двумя годами позже Квинт Сервилий снова стал консулом; на этот раз его коллегой был Спурий Постумий Альб Региллен. Задачей Сервилия была война с эквами, но вести её он не смог из-за болезней в войске.
В 465 году до н. э., когда оба консула вели войны, на попечении Квинта Сервилия находился город Рим, так что он считается одним из первых городских префектов.